# نوفر رمول عفلي
نوفر رمول عفلي ولدت أواخر ديسمبر 1977 في مدينة هامبورغ الألمانية، هي إعلامية ومذيعة تونسية تطل منذ عام 2010 من شاشة تلفزيون دبي لتقدم البرنامج السياسي «قابل للنقاش».
وقد فاز برنامجها بعدة جوائز من بينها جائزة أفضل برنامج حواري سياسي في العام 2016 في المهرجان العربي للإذاعة والتلفزيون، الذي ينظمه اتحاد إذاعات الدول العربية.
بدأت رمول عملها مقدمة برامج تلفزيونية وإذاعية في الإذاعة الوطنيّة والتلفزة التونسية على مدى عشر سنوات، وخلال مسيرتها المهنية، عمِلت مع عدد من القنوات الإخبارية المرموقة في العالم العربي من بينها قناة العربية السعودية كمراسلة، وقناة الحرة الأمريكية كمقدمة أخبار، وقناة الجزيرة القطرية كمقدمة لنشرات الاقتصاد. وجمعت نوفر رمول في عملها بين السياسة والاقتصاد، وبين العمل في غُرف الأخبار والتغطيّات الميدانية، وبين قوة الصُّورة التلفزيونيّة وسِحر الأثير.
كانت نوفر رمول من بين خمس مذيعات استقلن جماعيا من قناة الجزيرة هن جمانة نمور ولينا زهر الدين وجلنار موسى من لبنان ولونا الشبل من سوريا. وجاءت الاستقالة بسبب خلافات مع الإدارة حول جملة من المسائل منها الضوابط على اللباس والماكياج وطريقة تعامل بعض المسؤولين التي وصفتها المذيعات المستقيلات بالخارجة عن حدود اللياقة.
نوفر رمول حاصلة على درجة الماجستير في علوم الإدارة والدراسات المُحاسبية، واشتغلت في بداياتها كمدرسة للاقتصاد والمحاسبة في تونس.